# Beaux-parents (film)
Pour plus de détails, voir Fiche technique et Distribution.
Beaux-parents est une comédie française réalisée par Héctor Cabello Reyes, sortie en 2019. 

## Synopsis
Garance reçoit ses parents, en larmes. En effet, elle souhaite quitter son mari, Harold, car il l'a « trompée » avec Chloé, la femme du meilleur ami d'Harold. Mais ses parents, Coline et André, ne l'entendent pas de cette oreille et continuent à voir leur gendre en cachette. Cependant, quand Garance découvre leur « double vie », les choses se compliquent.

## Fiche technique
- Réalisation : Héctor Cabello Reyes
- Scénario : Héctor Cabello Reyes et Bénabar
- Production : Alain Kappauf et Christian Baumard
- Directeur de production : Alain Monne
- Directrice de la photographie : Vincent Muller
- Montage : Brian Schmitt
- Décors : Jérémie Duchier
- Costumes : Cécile Dulac
- Son : Jean-Luc Audy, Andréa Lecoeur et Vincent Arnardi
- Musique : Bénabar, Maxime Desprez et Michaël Tordjman
- Société de production : Kabo Films et Orange studio
- Société de distribution : UGC Distribution
- Budget : 5,4 millions d'euros
- Pays d'origine :  France
- Langue originale : français
- Format : couleur
- Genre : comédie
- Durée : 84 minutes
- Date de sortie : 
  - France : 19 juin 2019

## Distribution
- Bénabar (sous le nom de Bruno Bénabar) : Harold Becker
- Josiane Balasko : Coline Rossi
- Didier Bourdon : André Rossi
- Charlie Bruneau : Garance Rossi
- Bruno Salomone : Hervé Fleury
- Gwendolyn Gourvenec : Chloé Fleury
- Frédéric Bouraly : Lopez
- Sandra Piquemal : Aurélie
- Ruggero Raimondi : Grand-père
- Bruno Raffaelli : Antoine
- Vincent Deniard : Rodrigo
- William Prunck :  Björn
- Norbert Ferrer : Routier

## Accueil

### Critiques
Le site Allociné recense une moyenne des critiques presse de 3,2/5. 
Pour Le Parisien, « Beaux-parents agace avec certains clichés [...] mais on se laisse peu à peu convaincre par l’abattage des trois comédiens principaux ».

### Box office
Lors de son premier jour d'exploitation, le film réalise 28 588 entrées dans 391 salles et prend la tête des sorties. À la fin de la première semaine à l'affiche, Beaux-parents cumule 166 736 entrées.
Finalement, après 13 semaines à être projeté dans les salles, le film comptabilise 500 113 entrées et près de 3,4 millions d'euros de recettes salles (sans compter les exploitations VOD, SVOD ou internationale) pour un budget de production avoisinant 5,4 millions d'euros. En se référant aux données du site JPBox-Office, il apparaît que le film figure dans le top 10 des films ayant la plus grande rentabilité de l'année 2019.
| Pays ou région | Box-office      | Date d'arrêt du box-office | Nombre de semaines |
| -------------- | --------------- | -------------------------- | ------------------ |
| France         | 500 113 entrées | 18 septembre 2019          | 13                 |
| Total mondial  | 3 887 946 $     | -                          | -                  |